# جواد آقایی‌پور
جواد آقایی‌پور (زادهٔ ۱۵ آذر ۱۳۷۸ در رشت) بازیکن فوتبال اهل ایران است که در پست مهاجم برای باشگاه فوتبال سپاهان در لیگ برتر خلیج فارس بازی می‌کند. 

## دوران ملی
جواد آقایی‌پور برای نخستین‌بار توسط امیر قلعه‌نویی برای مرحله مقدماتی جام جهانی ۲۰۲۶ به تیم ملی فوتبال ایران فرا خوانده شد. او در ۱۷ خرداد ۱۴۰۳ نخستین بازی ملی خود را برابر هنگ کنگ انجام داد.

## آمار باشگاهی
| عملکرد باشگاهی       | عملکرد باشگاهی       | عملکرد باشگاهی       | لیگ      | لیگ      | جام      | جام      | قاره‌ای | قاره‌ای | سایر     | سایر     | مجموع | مجموع |
| باشگاه               | لیگ                  | فصل                  | بازی     | گل       | بازی     | گل       | بازی   | گل     | بازی     | گل       | بازی  | گل    |
| —                    | —                    | —                    | لیگ برتر | لیگ برتر | جام حذفی | جام حذفی | آسیا   | آسیا   | سوپر جام | سوپر جام | مجموع | مجموع |
| -------------------- | -------------------- | -------------------- | -------- | -------- | -------- | -------- | ------ | ------ | -------- | -------- | ----- | ----- |
| سپیدرود              | لیگ برتر             | ۲۰۱۷–۲۰۱۸            | ۵        | ۰        | ۰        | ۰        | –      | –      | –        | –        | ۵     | ۰     |
| سپیدرود              | لیگ برتر             | ۲۰۱۸–۲۰۱۹            | ۴        | ۰        | ۰        | ۰        | –      | –      | –        | –        | ۴     | ۰     |
| سپیدرود              | لیگ آزادگان          | ۲۰۱۹–۲۰۲۰            | ۲۲       | ۴        | ۰        | ۰        | –      | –      | –        | –        | ۲۲    | ۴     |
| مجموع سپیدرود        | مجموع سپیدرود        | مجموع سپیدرود        | ۳۱       | ۴        | ۰        | ۰        | –      | –      | –        | –        | ۳۱    | ۴     |
| نساجی                | لیگ برتر             | ۲۰۲۰–۲۰۲۱            | ۰        | ۰        | ۰        | ۰        | –      | –      | –        | –        | ۰     | ۰     |
| مجموع نساجی          | مجموع نساجی          | مجموع نساجی          | ۰        | ۰        | ۰        | ۰        | –      | –      | –        | –        | ۰     | ۰     |
| شهرداری آستارا       | لیگ آزادگان          | ۲۰۲۰–۲۰۲۱            | ۱۰       | ۱        | ۰        | ۰        | –      | –      | –        | –        | ۱۰    | ۱     |
| شهرداری آستارا       | لیگ آزادگان          | ۲۰۲۱–۲۰۲۲            | ۲۲       | ۳        | ۱        | ۰        | –      | –      | –        | –        | ۲۳    | ۳     |
| مجموع شهرداری آستارا | مجموع شهرداری آستارا | مجموع شهرداری آستارا | ۳۲       | ۴        | ۱        | ۰        | –      | –      | –        | –        | ۳۳    | ۴     |
| استقلال خوزستان      | لیگ آزادگان          | ۲۰۲۲–۲۰۲۳            | ۲۰       | ۱۱       | ۱        | ۰        | –      | –      | –        | –        | ۲۱    | ۱۱    |
| استقلال خوزستان      | لیگ برتر             | ۲۰۲۳–۲۰۲۴            | ۲۹       | ۹        | ۱        | ۰        | –      | –      | –        | –        | ۳۰    | ۹     |
| مجموع آمار           | مجموع آمار           | مجموع آمار           | ۱۱۲      | ۲۸       | ۳        | ۰        | –      | –      | –        | –        | ۱۱۵   | ۲۸    |

## آمار ملی

### بازی‌های ملی
تا تاریخ ۶ ژوئن ۲۰۲۴
| ایران | ایران | ایران |
| سال   | بازی  | گل    |
| ----- | ----- | ----- |
| ۲۰۲۴  | ۱     | ۰     |
| مجموع | ۱     | ۰     |

## افتخارات

### استقلال خوزستان
- نایب قهرمانی لیگ آزادگان (۱): ۰۲–۱۴۰۱

نایب قهرمانی مسابقات قهرمانی جوانان فوتبال غرب آسیا